# River-Klasse (1910)
Die River-Klasse der Royal Australian Navy war eine ab 1910 in Dienst genommene Klasse von sechs Zerstörern, die bei der Benennung der britischen Zerstörerklassen nach Buchstaben ab August 1912 mit der Acheron-Klasse der Royal Navy als I-Klasse bezeichnet wurde. Die Boote waren eine Neuentwicklung eines ölgetriebenen Zerstörers kleiner als die Tribal-Klasse und erheblicher größer als die Cricket-Klasse der Royal Navy. Die Boote waren etwa gleich groß wie die ihr folgenden Boote der Acorn- und der Acheron-Klasse der Royal Navy.
1909 wurden drei Boote für die Commonwealth Naval Forces, die Zusammenfassung der früheren Marineeinheiten der australischen Kolonien, als erste Neubauten bestellt. Zwei wurden in Großbritannien gebaut, während das dritte Boot nur bis zum Stapellauf gebaut wurde, um dann wieder zerlegt und in Teilen nach Australien geliefert zu werden. Dort wurde es dann wieder zusammengesetzt.
Drei weitere Boote wurde 1913 in Australien bestellt und bis 1916 gebaut. 1917/1918 kamen die sechs australischen Boote im Mittelmeer zum Einsatz. Die veralteten Boote wurden auch aus Kostengründen 1929/1930 ausgesondert.

## Baugeschichte
Im Zuge der Aufstellung „Commonwealth Naval Forces“, der späteren Royal Australian Navy, wurden als erste Neubauten drei Zerstörer (Parramatta, Yarra und Warrego) am 6. Februar 1909 bestellt.
Parramatta und Yarra wurden in Großbritannien bei Fairfield in Govan und W. Denny in Dumbarton fertiggestellt, die Warrego bei Fairfield bis zum Stapellauf gebaut, dann aber wieder zerlegt und die Teile per Schiff zum Zusammen- und Fertigbau nach Australien transportiert. Die Boote waren Vorläufer der Acorn-Klasse. Die Kiellegung des ersten Bootes erfolgte am 17. März 1909, sein Stapellauf am 9. Februar 1910. Das erste Boot der Acorn-Klasse wurde im Februar 1910 begonnen und lief im Juli 1910 vom Stapel, die Kiellegung der Acheron, als deren Weiterentwicklung die Boote oft irrig bezeichnet werden, erfolgte erst im September 1910 und der Stapellauf am 27. Juni 1911, 16 Monate nach der Parramatta. Als ölgetriebene Boote waren sie kleiner als die Boote der Beagle-Klasse der Royal Navy, deren Bewaffnung sie anfangs erhielten, hatten drei Wellen wie die Boote der Acorn-Klasse, aber nur zwei Schornsteine, was wohl zur Einordnung in der „I“-Klasse führte.
Die australischen Zerstörer hatten eine Verdrängung von 750 tons bei einer Länge von 75 Metern. Sie wurden angetrieben von drei Yarrow-Kesseln mit Ölfeuerung und Parsons-Turbinen, die über drei Wellen mit 10.000 PS eine Höchstgeschwindigkeit von 26 Knoten ermöglichten. Die Besatzung der Boote umfasste 66 bis 73 Mann bei fünf Offizieren. Bewaffnet wurden die Boote mit einer 102-mm-L/40-4-Zoll-Mk.VIII-Kanone und drei 12-Pfünder-76-mm-L/40-Schnellfeuergeschützen. Dazu verfügten sie über drei Maschinengewehre der Typen Vickers und Lewis (2) sowie drei einzelne 18-Zoll-Torpedorohre.
Von diesem Typ wurden in Australien am 25. Januar 1913 noch drei Boote (Huon, Swan, Torrens) nachbestellt und während des Ersten Weltkriegs fertiggestellt, die geringfügig länger waren. Alle sechs Boote der Klasse erhielten Namen australischer Flüsse der verschiedenen Bundesstaaten: der Parramatta River bei Sydney in New South Wales, der Yarra River bei Melbourne in Victoria, der Warrego River hauptsächlich in Queensland, der Huon River auf Tasmanien, der River Torrens bei Adelaide in Südaustralien und der Swan River bei Perth in Westaustralien.
Nach ihrer Fertigstellung wurden die Parramatta und Yarra für die Überführungsreise in den Dienst der Royal Navy gestellt und beim Erreichen von Broome sofort von den Commonwealth Naval Forces wieder übernommen. Die Warrego wurde nur bis zum möglichen Stapellauf gebaut, dann jedoch wieder zerlegt und in Teilen per Schiff nach Australien überführt. Beim Cockatoo Island Dockyard wurde sie wieder zusammengebaut. Dies sollte den Standard der australischen Schiffbauindustrie heben und der Werft auf Cockatoo Island Erfahrungen im Militärschiffbau geben. Diese Maßnahme ermöglichte auch die Vergabe des Baues der drei Boote der 2. Serie an die Marinewerft auf Cockatoo Island.

## Einsatzgeschichte
Am 19. September 1910 begannen die beiden ersten Boote Parramatta und Yarra ihre Überführungsfahrt in Portsmouth. Die Crews waren aus Australien geschickt worden, 30 Seeleute hatte die Royal Navy zur Verfügung gestellt. Am 15. November erreichten die beiden Boote in Broome Australien. Begleitet wurden sie von ihrem niederländischen Versorgungstanker. Die letzte Etappe von Singapur hatten sie mit einer Durchschnittsgeschwindigkeit von 13,7 kn zurückgelegt. Sie hatten während dieser Etappe immer in Funkkontakt mit dem Kreuzer Gibraltar gestanden, der mit Austauschcrews für die Kreuzer Challenger und Prometheus der Australia Station die Zerstörer seit Portsmouth begleitete.
Unter der australischen Flagge liefen die beiden Zerstörer entlang der Westküste Australiens etliche Häfen an und wurden in Melbourne feierlich empfangen. Am 1. März 1911 wurde die Parramatta als HMAS (His Majesty’s Australian Ship) in Dienst genommen, obwohl diese Bezeichnung erst nach 10. Juli offiziell wurde, als König Georg V. die Erlaubnis erteilte, die Commonwealth Naval Forces (CNF) in die Royal Australian Navy umzubenennen, die ab diesem Zeitpunkt auch das White Ensign führte. Die Australian Commonwealth Flagge ersetzte dann den Union Jack am Bug.
Am 4. Oktober 1913 nahmen die Zerstörer Parramatta, Yarra und die inzwischen in Australien fertiggestellte Warrego am Einlaufen der Australischen Flotte in den Hafen von Sydney teil, was aus Anlass des Eintreffens des neuen Schlachtkreuzers Australia veranstaltet und die Übernahme der Seeverteidigung des Kontinents von der Royal Navy bedeutete. Beteiligt waren auch die australischen Kreuzer Melbourne, Sydney und Encounter.

### Kriegseinsatz

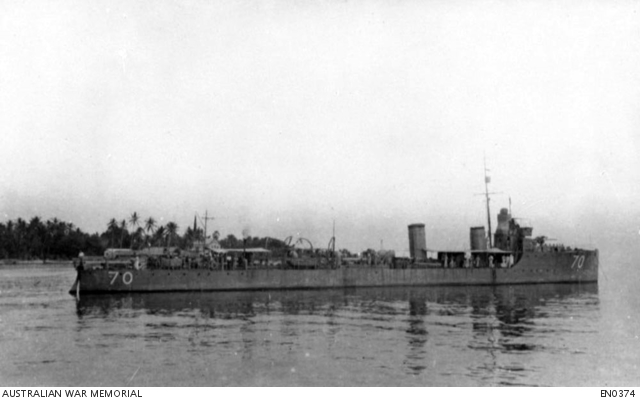
Die Warreo im Hafen von Dili (1917)

1914 waren drei Boote der River-Klasse einsatzbereit. Die Warrego befand sich in See und traf sich mit der Sydney und dem Schwesterboot Yarra bei Thursday Island. Die übrige australische Flotte lief einschließlich der Parramatta auch nach Norden, da man das deutsche Ostasiengeschwader im Bereich des Deutschen Schutzgebiets im Bismarck-Archipel erwartete. Die Yarra klärte den Hafen von Matupi auf und Warrego und Parramatta liefen in der Nacht vom 11. August Simpson-Hafen (heute Rabaul) an; deutsche Schiffe wurden nicht entdeckt. Nach der Erledigung anderer Aufgaben landeten Sydney und Warrego am 11. September Truppen zur Besetzung von Rabaul, der Funkstation bei Bita Paka und des Gouverneurssitzes in Herbertshöhe (heute Kokopo). Am 17. September kapitulierte der deutsche Gouverneur Eduard Haber.
Die großen Einheiten der Flotte wurden anschließend abgezogen, während die drei Zerstörer die australischen Truppen bei der Besatzung des Bismarck-Archipels und des übrigen Deutsch-Neuguineas unterstützten. Im Dezember 1914 liefen sie sogar eine erhebliche Strecke den Sepik aufwärts, weil dort ein deutscher Hilfskreuzer vermutet wurde. Tatsächlich befanden sich die deutschen Hilfskreuzer Cormoran und Prinz Eitel Friedrich zeitweise im Seegebiet, ohne entdeckt zu werden. Die Ende August eingetroffene Cormoran befand sich am 23. September in Alexishafen, als die Australier am 24. das 25 km südlichere Friedrich-Wilhelmshafen (heute Madang) besetzten. Der Hilfskreuzer entzog sich über Yap nach Guam, wo er sich im Dezember 1914 internieren ließ. Die Prinz Eitel Friedrich erschien am 28. September zu einem Treffen mit der Cormoran in Alexishafen und entschied sich, angesichts der Besetzung des Schutzgebiets durch australische Truppen dem Ostasiengeschwader nach Südamerika zu folgen. Die einzige unkontrollierte deutsche „Einheit“ auf Neuguinea war ein kleiner Vermessungstrupp unter dem Oberleutnant Hermann Detzner.
Am 5. Februar 1915 wurden die Zerstörer Parramatta, Yarra und Warrego nach Australien abgezogen, um nach einer Überholung in Sydney Küstensicherungsaufgaben an der australischen Ostküste zu übernehmen. Im Oktober 1915 wurde die Boote dann über Thursday-Island und Timor nach Sandakan verlegt, um etwaige Aktivitäten der in Niederländisch-Indien oder auf den Philippinen internierten deutschen Schiffe zu kontrollieren. Als Stützpunkte wurde auch Singapur und Saigon angelaufen.
Ab Sommer 1916 wurden die drei Boote durch die inzwischen in Dienst gekommenen australischen Neubauten Houn, Torrens und Swan bei der „Far East Patrol“ ersetzt, die bis zum 17. September in Sandakan eintrafen. Die älteren Boote wurden in der Heimat überholt und dann zur Sicherung der australischen Gewässer eingesetzt.
Auf Anforderung der Admiralität fiel im Frühjahr 1917 die Entscheidung, die sechs australischen Boote zur Verstärkung der U-Boot-Abwehr im Mittelmeer einzusetzen. Die Boote wurden in Australien bzw. Singapur in Stand gesetzt und trafen sich am 7. Juli 1917 bei Kokosinseln und marschierten über Diego Garcia nach Aden und erreichten am 9. August 1917 Port Said.

#### Einsatz im Mittelmeer
Im August 1917 trafen die sechs Boote der australischen River-Klasse bei der Mittelmeerflotte ein und verstärkten die 5. Zerstörerflottille um erste Zerstörer der I-Klasse.

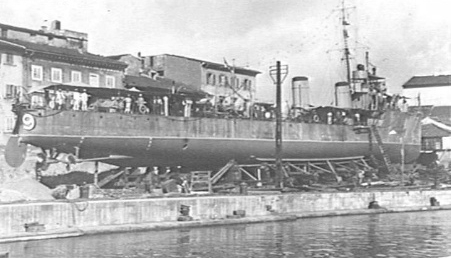
Yarra im Trockendock Livorno

Bevor sie ein geplantes Training zur U-Boot-Abwehr durchführen konnten, wurden die Boote zu ersten Geleitsicherungen herangezogen. Parramatta, Yarra, Houn und Torrens begleiteten einen Geleitzug ohne Verluste nach Malta und griffen auf dem Weg erfolglos vermutete U-Boote an. Swan und Warrego sicherten Schiffe auf dem Weg nach Alexandria und liefen dann bis zum 21. August auch nach Malta, wo alle Boote ein kurzes Training absolvierten. Ab Oktober war die australische Flottille dann in Brindisi stationiert und gehörte zur Überwachung der Otranto-Sperre, die in der Regel in einem 4-Tage-Rhythmus von je drei Booten abgewickelt wurde. Eine gewisse Entlastung trat im Dezember durch zusätzliche französische Zerstörer ein.
Bei den routinemäßigen Überholungen wurden die Boote auch zur U-Boot-Abwehr nachgerüstet und erhielten vier Ablaufbahnen für Wasserbomben und zwei Wasserbombenwerfer. Dafür wurde das hinterste Torpedorohr abgebaut. Parramatta, Yarra und Houn konnten auch einen Beobachtungsballon mit sich führen. Am 16. November 1917 gelang es der Parramatta den italienischen Transporter Orione (1883, 4016 BRT) nach Tarent einzuschleppen, der vom österreichischen U-Boot U-43 einen Torpedotreffer am Heck erhalten hatte. Warrego und Swan retteten Schiffbrüchige, die den sinkenden Transporter verlassen hatten und die Yarra versuchte, den Angreifer aufzuspüren.
Am 25. Dezember 1917 nahm die Huon in Tarent den griechischen Ministerpräsidenten Venizelos mit seinem Stab auf der Rückreise von einer Konferenz der Alliierten in London an Bord und brachte ihn, begleitet von der Warrego, nach Athen.
In der Nacht vom 22. auf den 23. April 1918 versuchten die fünf österreich-ungarischen Zerstörer Triglav, Uzsok, Dukla, Lika und Csepel der Tátra-Klasse unter Fregattenkapitän Karl Herkner, den alliierten Schiffsverkehr zwischen Italien und Albanien nahe Valona (heute Vlorë, Albanien) zu unterbrechen. In See standen sechs alliierte Zerstörer, die in Paaren aufgeteilt waren und in einem Abstand von 10 Meilen zueinander die Meerenge sicherten. Die australische Torrens bildete eine Gruppe mit der französischen Cimeterre, eine weitere die beiden Acorn-Boote Alarm und Comet und die dritte die Hornet und Jackal der Acheron-Klasse. Letztere sichteten die k.u.k.-Zerstörer und nahmen das Gefecht mit ihnen auf, nachdem die Hornet getroffen worden war und eine Munitionskammer im Vorschiff explodierte. Das brennende Boot lief mit eingeklemmten Ruder im Kreis. Jackal drehte zur Unterstützung des Schwesterboots um, aber der österreichische Befehlshaber Herkner auf der Triglav brach das Gefecht nach 15 Minuten ab, da er von einer Alarmierung der alliierten Flotte ausging. Die Jackal konnte den schnelleren k.u.k.-Zerstörern nicht folgen und verlor sie nach Mitternacht aus der Sicht. 25 Minuten später hatten Torrens, Alarm und Cimeterre zur Jackal aufgeschlossen, aber nach weiteren 50 Minuten brachen die vier Boote die Suche und Verfolgung ohne Ergebnis ab. Die Österreicher liefen nach Cattaro (heute Kotor in Montenegro) zurück und hatten keinen einzigen Treffer erlitten. Auf den beiden britischen Booten verloren sieben Mann ihr Leben und 25 wurden verwundet.
Am Morgen des 14. Mai 1918 ging dann der Acheron-Zerstörer Phoenix an der Otranto-Sperre verloren, als er vom österreich-ungarischen U-Boot U-27 auf der Position 40°12´30´´N,18°52´12´´O torpediert wurde Warrego versuchte erfolglos, das beschädigte Boot nach Valona einzuschleppen; die Phoenix sank nach über 4 Stunden unmittelbar vor dem Hafen doch noch auf 40°23.5´N, 19°14´O. Ihre Besatzung konnte bis auf zwei beim Torpedotreffer getötete Seeleute vor dem Kentern des Bootes abgeborgen werden.
Am 8. August kollidierten dann Yarra und Huon, die beide ins Dock mussten. Die Huon kam nach Genua zur Reparatur, wo an Bord die Spanische Grippe ausbrach und fünf Todesopfer forderte. Erst am Tag vor dem Kriegsende war sie wieder einsatzbereit. Als am 2. Oktober dann die alliierte Flotte das von der Österreichern besetzte Durazzo (heute Durrës) beschoss, waren von den australischen Zerstörern Swan und Warrego beteiligt. Die Torrens befand sich in Messina, die Parramatta in Piräus zur Überholung.
Angesichts des sich abzeichnenden Zusammenbruchs der Mittelmächte verlegten am 17. Oktober Torrens und Yarra mit britischen Einheiten nach Mudros, wohin auch die Parramatta aus der Überholung in Griechenland verlegte. Swan und Warrego gingen erst nach Alexandria, um Truppentransporte nach Saloniki zu begleiten.

#### Kriegsende

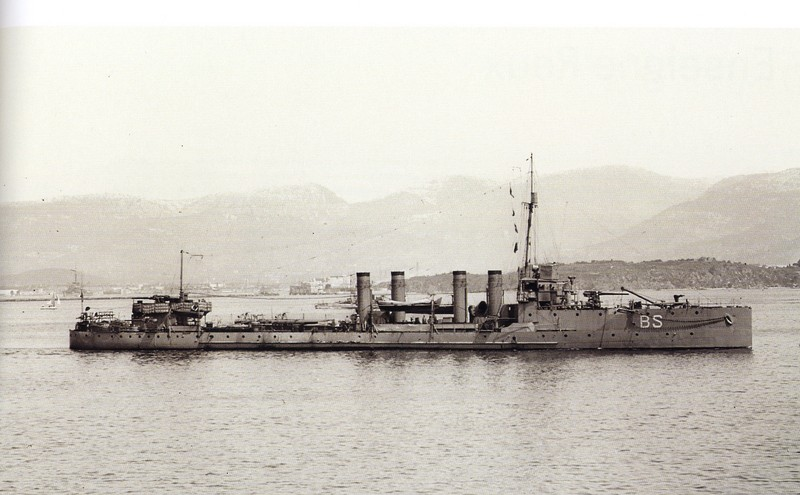
Der französische Zerstörer Bisson

Als nach der Kapitulation der Türkei am 30. Oktober 1918 die Alliierte Flotte in die Dardanellen am 12. November einlief und bis Konstantinopel marschierte, waren auch vier australische Boote dabei, da die Swan mit britischen und griechischen Offizieren bei Kriegsende auch vor die Dardanellen verlegt hatte.
Einige Boote übernahmen auch Aufgaben im Schwarzen Meer. Am 25. November liefen Parramatta und Swan mit sechs britischen Zerstörern nach Sewastopol um die Übernahme russischer Schiffe durch anti-bolschewistische russische Offiziere zu unterstützen. Die Parramatta versah dann einen regelmäßigen Postdienst zwischen Sewastopol und Konstantinopel. Yarra und Torrens liefen Batum und Noworossijsk an und kehrten über Sewastopol nach Konstantinopel zurück. Die Swan mit einem russischen Admiral klärte mit dem französischen Zerstörer Bisson die Situation in der östlichen Ukraine auf. Die Zerstörer liefen Kertsch und Mariupol an und entsandten Verbindungsoffiziere zu den gegen die Rote Armee kämpfenden Kosaken unter Krasnow bis ein Vorstoß der Roten Armee zum Abbruch der Mission zwang. Auch die Warrego lief einmal nach Sewastopol. Die wieder aktive Huon wurde nach ihrer Reparatur auch nach İzmit am Marmarameer, dem alliierten Hauptliegeplatz, verlegt. Noch vor dem Jahreswechsel verließen die australischen Boote die Mittelmeerflotte, um über Großbritannien in die Heimat zurückzukehren.

### Rückkehr in die Heimat

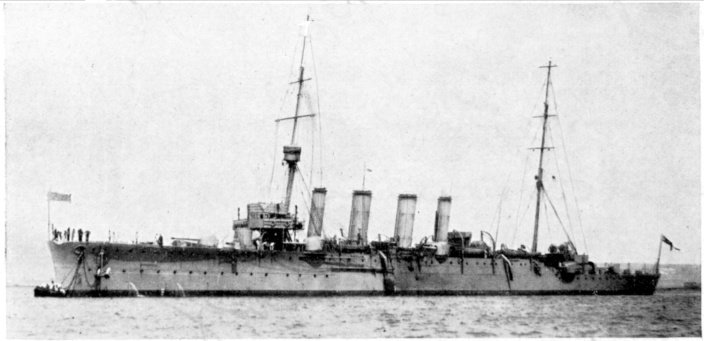
Melbourne, Begleiter der Riverklasse auf der Heimreise 1919

Auf der Fahrt nach Großbritannien kamen die Zerstörer vor der portugiesischen Küste in einen schweren Sturm. Nur die Yarra lief bis zum 8. Januar 1919 nach Plymouth. Warrego, Torrens und Swan hatten in der Tejo-Mündung Schutz gesucht und trafen am 11. ein, gefolgt von Parramatta und Huon am 14., die in El Ferrol Schutz gesucht hatten.
Am 6. März 1919 und ab Malta liefen die sechs Zerstörer mit dem Kreuzer Melbourne im Verband über Aden, Colombo, Singapur und Darwin zurück nach Sydney, wo sie am 21. Mai 1919 einliefen. Parramatta und Yarra war auf der Rückreise kurz vor Darwin der Treibstoff ausgegangen und die Warrego musste ihre Schwesterboote nach Darwin einschleppen.

## Endschicksal

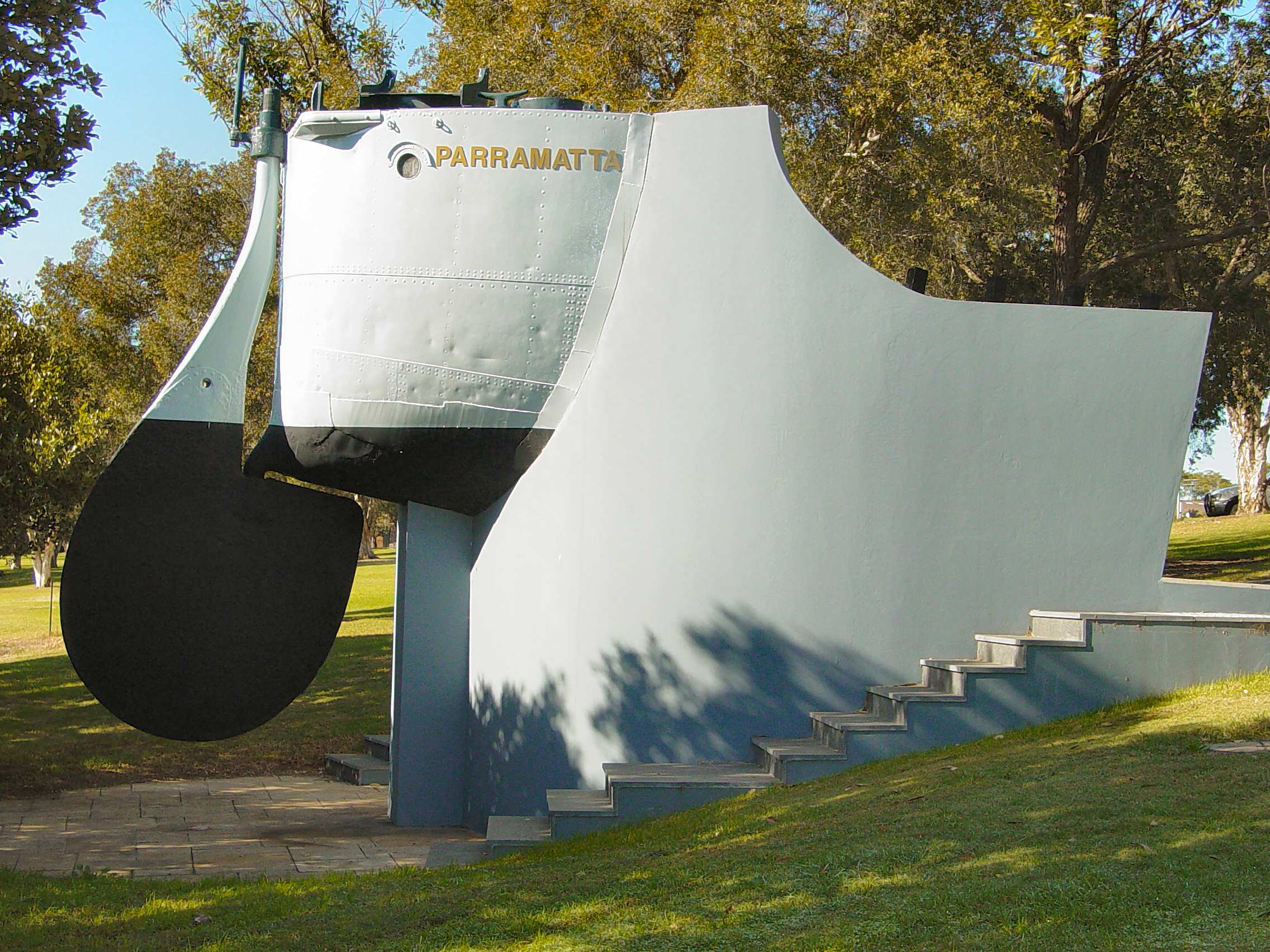
Heck der Parramatta als Denkmal

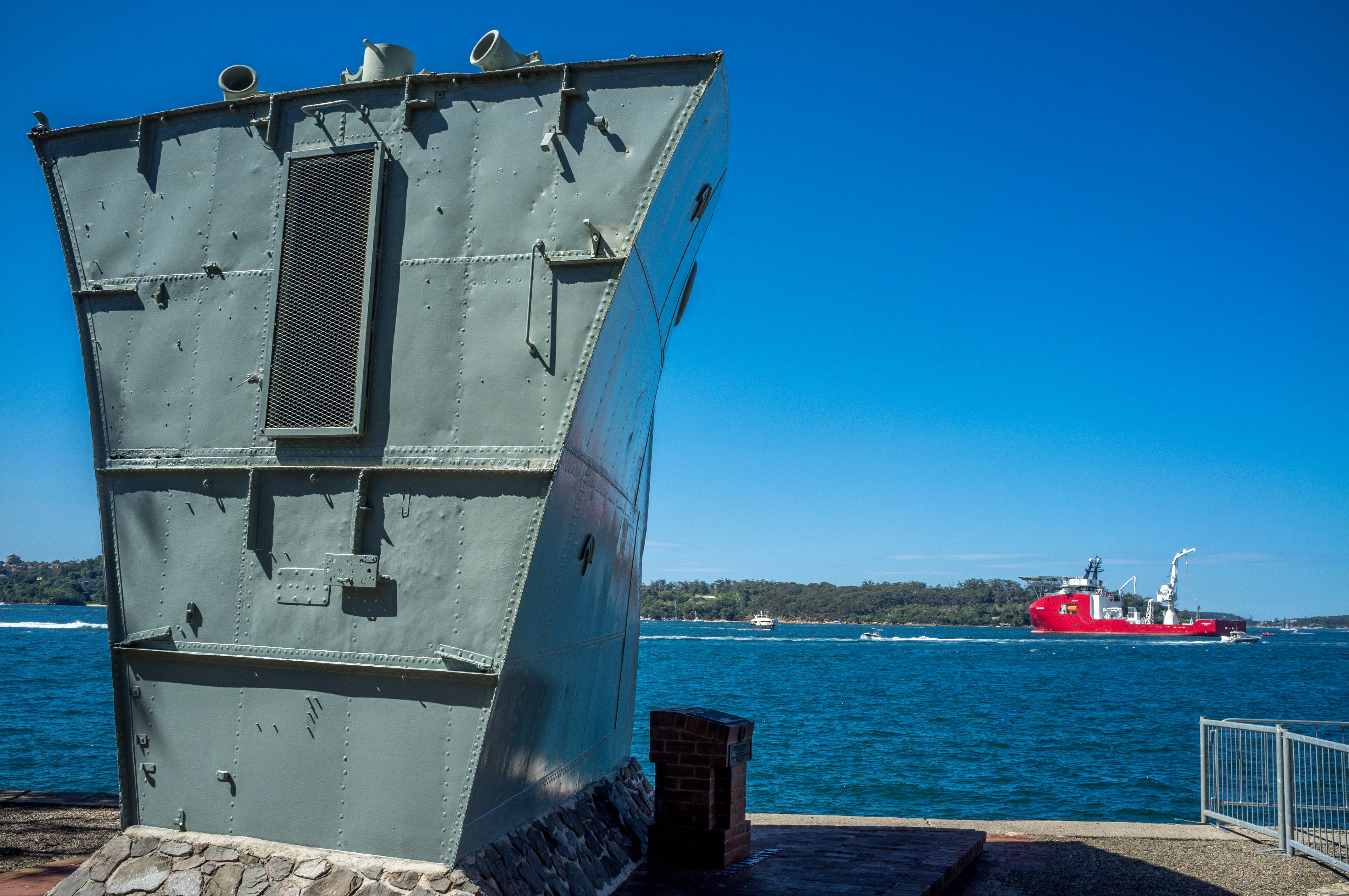
Bug der Parramatta in Garden Island

Die drei älteren Boote gingen noch im Südwinter 1919 in Reserve. Anlässlich des Besuches des britischen Thronfolgers Edward auf der Renown wurden alle Boote nochmals aktiviert. In der Folgezeit dienten sie meist nur als stationäre Ausbildungsboote an den Marinestützpunkten in den Bundesstaaten und wurden – auch wegen Budget-Mangels – in den Jahren 1926 bis 1929 endgültig ausgesondert.
Durch die Lieferung der sog. „gift fleet“ durch die Royal Navy standen der RAN erheblich moderne Boote mit dem Flottillenführer Anzac und fünf Zerstörern der S-Klasse Swordsman, Success, Stalwart, Tasmania und Tattoo zur Verfügung.
Von den ausgesonderten Booten wurden drei als Zielschiffe verbraucht. Als erstes Boot wurde die Torrens am 4. November 1930 versenkt. Huon folgte am 10. April und Yarra am 11. Juni 1931. Warrego wurde in Cockatoo Island 1929 abgerüstet und dann als Wohnschiff in der Werft genutzt. Am 23. Juli 1931 sank der Rumpf am Liegeplatz und wurde vor Ort abgebrochen.
Parramatta und Swan wurden auch abgerüstet und an die Justizverwaltung von Neu-Südwales als Wohnschiff für Arbeitsgefangene beim Straßenbau entlang des Hawkesbury River verkauft. 1933 wurde bei Boote mehrfach verkauft, um als Wohnboot für Fischer oder als Lastkähne auf dem Fluss zu dienen. Anfang 1934 wurden Swan und Parramatta den Fluss abwärts geschleppt, um in Sydney abgebrochen zu werden. Bei extrem schlechten Wetter, wurden die Schleppleinen aus Sicherheitsgründen gekappt. Die Swan sank im Fluss und die Parramatta lief auf Grund. 1973 wurden Bug und Heck der Parramatta abgetrennt, um als Denkmäler zu dienen.

### Die Boote derRiver-Klasseder RAN
| Name           | Bauwerft                       | Kiellegung | Stapellauf | in Dienst  | Endschicksal                                       |
| -------------- | ------------------------------ | ---------- | ---------- | ---------- | -------------------------------------------------- |
| Parramatta D55 | Fairfield BauNr. 469           | 17.03.1909 | 9.02.1910  | 10.09.1910 | 20.04.1928 gestrichen, 1934 gestrandet             |
| Yarra D79      | William Denny BauNr. 899       | 1909       | 9.04.1910  | 1.03.1911  | 3.09.1929 gestrichen, 1931 als Zielschiff versenkt |
| Warrego D70    | Fairfield BauNr. 470; Cockatoo | 1909/1910  | 4.04.1911  | 1.06.1912  | 19.04.1928 gestrichen, 1931 gesunken               |
| Huon D50       | Cockatoo Dockyard              | 25.01.1913 | 19.12.1914 | 14.12.1915 | 7.06.1928 gestrichen, 1931 als Zielschiff versenkt |
| Torrens D67    | Cockatoo                       | 25.01.1913 | 28.08.1915 | 3.07.1916  | 19.07.1920 Reserve, 1930 als Zielschiff versenkt   |
| Swan D61       | Cockatoo                       | 25.01.1913 | 11.12.1915 | 16.08.1916 | 15.05.1928 gestrichen, 1934 gesunken               |